# Alan Gross
Alan Phillip Gross, né le 2 mai 1949 est un américain employé par l'agence des États-Unis pour le développement international (USAID).

## Biographie
Alan Gross est né le 2 mai 1949 à New York le 2 mai 1949 et réside dans l'État du Maryland aux États Unis. En décembre 2009, il est arrêté à Cuba en travaillant sur un programme financé en vertu de la loi Helms-Burton de 1996. Alan Gross a été détenu à la prison de la Villa Marista après son arrestation à l'aéroport international de La Havane.  
Il est poursuivi en 2011 après avoir été accusé d'avoir commis des crimes contre l'État cubain pour avoir apporté des équipements satellitaires et informatiques aux membres de la communauté juive cubaine sans le permis requis en vertu du droit cubain. Après avoir été accusé de travailler pour les services de renseignement américains en janvier 2010, il a été reconnu coupable d'« actes contre l'indépendance ou l'intégrité territoriale de l'État » en mars 2011.  Il a été libéré de prison le 17 décembre 2014 à l'occasion d'un réchauffement des relations diplomatiques entre Cuba et les États-Unis,.